# Glubocec, Bârzula
Glubocec (în ucraineană Глибочок, transliterat: Hlîbociok) este un sat în comuna Savran din raionul Bârzula, regiunea Odesa, Ucraina.

## Demografie
Componența lingvistică a localității Glubocec
     Ucraineană (88,98%)
     Rusă (5,31%)
     Română (3,74%)
     Alte limbi (0,2%)
Conform recensământului din 2001, majoritatea populației localității Glubocec era vorbitoare de ucraineană (88,98%), existând în minoritate și vorbitori de rusă (5,31%), română (3,74%) și armeană (1,57%).